# Micryletta
Genre
Micryletta est un genre d'amphibiens de la famille des Microhylidae.

## Répartition
Les cinq espèces de ce genre se rencontrent en Asie du Sud-Est, en République populaire de Chine et à Taïwan.

## Liste des espèces
Selon Amphibian Species of the World (4 avril 2020) :
- Micryletta aishani Das, Garg, Hamidy, Smith, and Biju, 2019
- Micryletta erythropoda (Tarkhnishvili, 1994)
- Micryletta inornata (Boulenger, 1890)
- Micryletta nigromaculata Poyarkov, Nguyen, Duong, Gorin, and Yang, 20
- Micryletta steinegeri (Boulenger, 1909)

## Publication originale
- Dubois, 1987 : Miscellanea taxinomica batrachologica (II). Alytes, vol. 6, no 1, p. 1-9.